# دموع إبليس (فلم)
دموع إبليس هو فيلم مغربي من إخراج هشام الجباري سنة 2015، وبطولة كل من رشيد الوالي، فاطمة الزهراء بناصر، يونس ميكري، أمل عيوش، وغيرهم.

## القصة
يتناول الفيلم قصة رجل تعليم، يسمى «حسن الشاهد» يُعتقل بسبب قناعاته الفكرية والسياسية، ويقضي ما يقارب الـ18 سنة، في معاناة أليمة داخل سجن «القنيطرة»، ومعتقل «أكدز» فيما بعد. تاركًا زوجته الحامل تواجه حزنها وحدها، لا سيما وأنه قد جرى اعتقاله أمام أنظارها وأنظار تلامذته.
وبعد معانقته للحرية، يكتشف الممثل رشيد الوالي الذي يلعب شخصية «حسن»، أن زوجته الجميلة تغيرت ملامحها مع مرور السنوات التي قضاها في الاعتقال، وأن ابنه توفي، وكأن مرارة الاعتقال بكل ما تحمله من ألم لا تكفي، ليقرر الانتقام ممن تسبب في سجنه، وهو «إبليس»، اللقب الذي أطلقه حسن وباقي المعتقلين على العسكري الجلاد، وهو الدور الذي يلعبه «إسماعيل أبو القناطر».
شخصية حسن مليئة بالحقد والرغبة في الانتقام، فبعد تفكير وتخطيط في كيفية رد اعتباره عبر الانتقام ممن تسببوا في تلك المعاناة، سيتسلل حسن إلى سيارة جلاده العسكري، الذي حاول إيهام أسرته بأنه يعمل في الجيش لكنه سيكتشف سره بعدما سيفضحه حسن أمام صدمتهم.
العسكري سيضطر هو الآخر إلى تقديم استقالته بعد خدمة زادت عن عقدين من العمل، ليقرر أن يتوجه برفقة أسرته ضمن رحلة استجمام نحو جنوب المغرب، لتكون رحلة مشوقة تلخص كل المشاعر الإنسانية المختلطة من الخوف والندم والعنف أحيانًا.
أسرة الجلاد أو «إبليس» أو «جلال المدني» لا يعرفون أن رب الأسرة يعمل جلادًا، الذي يأبى الاعتذار والاعتراف لحسن، والذي كان قد اختطفه هو وأبناءه وزوجته داخل سيارة، تحت تهديد السلاح.
يُصنف فيلم دموع إبليس ضمن أفلام الطريق، حيث تتوالى أحداث الفيلم بين الانتقام والصفح، في ظل أجواء من التشويق.

## جوائز
استطاع الفيلم أن يحصد جوائز في مهرجانات داخل المغرب وخارجه، مثل جائزة «الشاشة الذهبية» للدورة العشرين من مهرجان الشاشات السوداء، بالعاصمة الكاميرونية ياوندي، والجائزة الكبرى بمهرجان أفلام الجنوب في بروكسيل ببلجيكا وتوج أيضًا بجائزة أفضل صورة وأفضل صوت، في الدورة الـ17 للمهرجان الوطني للفيلم بطنجة، وحاز على تنويه خاص من طرف لجنة الصحافة والنقد بالمهرجان الدولي للسينما عبر الصحراء بزاكورة، وجائزة الجمهور في الدورة الأخيرة لمهرجان سلا لفيلم المرأة.
إضافة إلى جائزة أحسن ممثلة لأمل عيوش من المهرجان الدولي للسينما عبر الصحراء في زاكورة، و«جائزة الجمهور» في الدورة الأخيرة من مهرجان مدينة سلا المغربية لفيلم المرأة.

## روابط خارجية
- الفيلم على موقع africine.org